# سبتمانيا

إقليم سبتمانيا عام 537م

سبتمانية أو سبتمانيا (ذات المدائن السبع) أو لانجدوك كانت تشكل الشطر الغربي من مقاطعة نربونة الغالية الرومانية. والتي أصبحت تابعة للقوط عام 462م، في عهد الملك القوطي ثيودوريك الثاني. كانت عاصمتها أربونة. وكانت تضم كلاً من مدن قرقشونة، ونيمة، وبزارش، وإلن، وآكد، وماجالونة، ولوديفا. عرفت تحت حكم القوط -اختصاراً- بغالة، أو المقاطعة النربونية.
في عصور الفتح الإسلامي للغال، فتحها وأسس فيها دولة إسلامية الحاكم السمح بن مالك الخولاني، والذي حكم الأندلس في الفترة من 100هـ وحتى 102 هـ.